# Fablok W1K
W1K – oznaczenie fabryczne typu parowozów wąskotorowych na tor o rozstawie 750 mm, wyprodukowanych w 1931 roku w Pierwszej Fabryce Lokomotyw w Polsce SA (Fablok) w Chrzanowie dla Łotwy. Zbudowano sześć egzemplarzy, które nosiły oznaczenie serii Kolei Łotewskich Rp 760 do 765.

## Budowa i eksploatacja
W 1931 roku Łotewskie Koleje Państwowe przed II wojną światową posiadały między innymi sieć kolei wąskotorowej o typowym rozstawie toru 750 mm. Eksploatowano na nich w latach 20. parowozy zbudowane w Niemczech. W 1931 roku koleje te zamówiły w Pierwszej Fabryce Lokomotyw w Polsce (Fablok) w Chrzanowie sześć parowozów wąskotorowych podobnych do już używanych. Strona łotewska nie dostarczyła dokumentacji konstrukcyjnej, dlatego musiała ona być opracowana w Biurze Konstrukcyjnym zakładów, przy zastosowaniu własnych rozwiązań. Lokomotywy o numerach fabrycznych 466 do 471 otrzymały zakładowe oznaczenie typu W1K, oznaczające parowóz wąskotorowy (W), pierwszy o układzie osi 1′D (K). Pierwsze cztery dostarczono w lipcu 1931 roku i pomyślnie przetestowano na kolei Gulbene – Ape. Lokomotywy otrzymały na Łotwie oznaczenie serii Rp z numerami od 760 do 765.
Jedna lokomotywa (Rp-762) po II wojnie światowej znalazła się na terenie Polski i została przejęta przez Polskie Koleje Państwowe, otrzymując w 1947 roku oznaczenie Pwa1-1811, a w 1961 roku Pxa9-1811. Była eksploatowana w DOKP Lublin na kolei nałęczowskiej (parowozownia Karczmiska), a następnie jędrzejowskiej (parowozownia Kazimierza Wielka) do kasacji w 1974 roku.